# 安部理
安部 理（あべ おさむ、1962年12月19日 - ）は、宮城県白石市出身の元プロ野球選手（外野手、一塁手）。

## 経歴

### プロ入り前
岩手県大船渡市立第一中学校卒。
進学した東北高等学校では、一塁手として、同期のエース中条善伸らとともに甲子園に4度出場。「東北の掛布」の異名を持つ強打者だった。2年生の時の1979年第51回選抜では1回戦で下関商に敗れる。同年第61回全国選手権も1回戦で済々黌高に大敗。翌1980年第52回選抜は2回戦（初戦）で松江商を破ったが、準々決勝で丸亀商に惜敗。同年第62回全国選手権は、1回戦で瓊浦高のエース本西厚博を打ち崩し勝利。2回戦では後関昌彦のいた習志野高を完封で下すが、3回戦で浜松商に逆転負け。中条以外の高校同期に三塁手の佐藤洋がいた。
1980年度ドラフト会議で、西武ライオンズから4位指名を受けて入団。

### 西武時代
入団後は二軍暮らしが続いたが、1983年にはアメリカマイナーリーグのサンノゼ・ビーズへの野球留学（秋山幸二、駒崎幸一、白幡隆宗らと共に留学した）。1987年は5月から一軍に定着、6月13日の対南海ホークス戦でプロ入り初本塁打となる満塁本塁打を放つ。主に左翼手、右翼手として62試合に先発出場。同年の日本シリーズでは全6試合に左翼手として先発し19打数6安打1打点。第5戦からはAK砲の後続の5番打者を任され、チーム日本一に貢献した。1988年は開幕から5番打者として起用され、指名打者も兼ね90試合に先発。同年の初アーチも満塁本塁打を放つなど、チャンスに強いバッティングを遺憾なく発揮し、一躍全国のファンに名前を売った。しかし1989年には吉竹春樹が台頭、出場機会が減少する。その後は低迷が続くが、1992年には復活。開幕から左翼手として起用され73試合に先発出場を果たす。1994年には打率.348を記録、同年まで準レギュラーとして活躍するが、チームの若返りに伴い1996年シーズンオフに戦力外通告を受けた。
西武では外野手、指名打者、代打として黄金時代を支えた。ペナントレースでは不振でも、日本シリーズでは打ちまくり「シリーズ男」と言われた。特に巨人の桑田真澄に強かった。

### 近鉄時代
1996年シーズンオフに近鉄バファローズの入団テストを受けて合格。単身赴任で球団寮に入寮し若手選手の手本となり、1997年は打率.301の好成績を挙げ復活した。近鉄では主に一塁手や代打として活躍、吉岡雄二が台頭した1999年シーズン限りで現役を引退。現役最終試合は9月23日の西武ドームにおける古巣・西武戦であり、試合終了後、西武・近鉄両軍ナインが安部を胴上げして18年間にわたる現役生活への別れを労った。その為、この胴上げは多くのプロ野球ファンを感動させた。

### 引退後
その後、プロ野球マスターズリーグの東京ドリームスに所属。
2005年からは東北楽天ゴールデンイーグルスジュニアコーチとして選手・コーチとともに仙台市を中心とした小学校への訪問を行ったり、 ｢楽天イーグルス・BASEBALL SCHOOL｣の常勤講師や、同球団が東北各地で主催する少年野球塾の講師などとして活動。その他、スカイ・A、楽天イーグルスTV（インターネット放送）での解説を担当した。
2010年より楽天の一軍打撃コーチ補佐に就任したが、総得点やチーム打率がともにリーグ最下位に低迷するなど打撃面で成績を残せず、7月25日付で礒部公一二軍育成コーチ（打撃担当）と入れ替わった。2011年は二軍打撃コーチを務めていたが、5月15日付で二軍育成コーチ（打撃担当）に配置転換となりシーズン終了後に退任。
2012年から西武の一軍打撃コーチに就任。2013年、10月15日に球団から来季の契約を結ばない事が発表される。2014年より韓国プロ野球・高陽ワンダーズのコーチに就任する。
2015年から韓国・ハンファ・イーグルスの二軍打撃コーチに就任。同年10月8日に来季の契約を結ばないことが明らかになった。
2017年4月から高千穂大学硬式野球部監督に就任。

## 人物
現役時代の愛称は「エビイ」（ローマ字で「ABE」と書くことから）。野球留学中はサム(Sam)という英語名が付けられていた（名前の「理（おさむ）」から、和田博実が命名）。

## 詳細情報

### 年度別打撃成績
| 年 度      | 球 団      | 試 合 | 打 席 | 打 数 | 得 点 | 安 打 | 二 塁 打 | 三 塁 打 | 本 塁 打 | 塁 打 | 打 点 | 盗 塁 | 盗 塁 死 | 犠 打 | 犠 飛 | 四 球 | 敬 遠 | 死 球 | 三 振 | 併 殺 打 | 打 率 | 出 塁 率 | 長 打 率 | O P S |
| ---------- | ---------- | ----- | ----- | ----- | ----- | ----- | -------- | -------- | -------- | ----- | ----- | ----- | -------- | ----- | ----- | ----- | ----- | ----- | ----- | -------- | ----- | -------- | -------- | ----- |
| 1984       | 西武       | 17    | 32    | 28    | 2     | 3     | 0        | 0        | 0        | 3     | 0     | 0     | 0        | 1     | 0     | 3     | 0     | 0     | 4     | 1        | .107  | .194     | .107     | .301  |
| 1985       | 西武       | 23    | 28    | 26    | 1     | 2     | 0        | 0        | 0        | 2     | 1     | 0     | 0        | 0     | 1     | 1     | 0     | 0     | 6     | 0        | .077  | .107     | .077     | .184  |
| 1987       | 西武       | 83    | 228   | 203   | 27    | 55    | 6        | 2        | 7        | 86    | 26    | 4     | 2        | 3     | 3     | 18    | 3     | 1     | 37    | 5        | .271  | .329     | .424     | .753  |
| 1988       | 西武       | 107   | 361   | 319   | 39    | 84    | 17       | 3        | 8        | 131   | 49    | 1     | 3        | 8     | 2     | 31    | 3     | 1     | 57    | 7        | .263  | .329     | .411     | .739  |
| 1989       | 西武       | 35    | 93    | 84    | 11    | 20    | 6        | 1        | 1        | 31    | 9     | 1     | 1        | 0     | 0     | 9     | 1     | 0     | 18    | 3        | .238  | .312     | .369     | .681  |
| 1990       | 西武       | 34    | 75    | 62    | 2     | 13    | 3        | 1        | 0        | 18    | 6     | 2     | 2        | 2     | 1     | 10    | 0     | 0     | 12    | 1        | .210  | .315     | .290     | .605  |
| 1991       | 西武       | 43    | 76    | 63    | 6     | 12    | 2        | 1        | 3        | 25    | 9     | 1     | 0        | 0     | 0     | 13    | 0     | 0     | 10    | 1        | .190  | .329     | .397     | .726  |
| 1992       | 西武       | 84    | 248   | 220   | 24    | 54    | 17       | 0        | 7        | 92    | 25    | 0     | 3        | 1     | 1     | 25    | 1     | 1     | 29    | 10       | .245  | .324     | .418     | .742  |
| 1993       | 西武       | 90    | 193   | 174   | 16    | 47    | 10       | 0        | 5        | 72    | 17    | 2     | 0        | 0     | 0     | 17    | 1     | 2     | 28    | 7        | .270  | .342     | .414     | .756  |
| 1994       | 西武       | 92    | 217   | 201   | 27    | 70    | 19       | 3        | 3        | 104   | 33    | 2     | 2        | 0     | 2     | 14    | 1     | 0     | 32    | 6        | .348  | .387     | .517     | .905  |
| 1995       | 西武       | 32    | 48    | 47    | 2     | 5     | 0        | 0        | 1        | 8     | 4     | 0     | 0        | 0     | 0     | 1     | 1     | 0     | 18    | 2        | .106  | .125     | .170     | .295  |
| 1996       | 西武       | 6     | 8     | 7     | 0     | 0     | 0        | 0        | 0        | 0     | 1     | 0     | 0        | 0     | 0     | 0     | 0     | 1     | 1     | 2        | .000  | .125     | .000     | .125  |
| 1997       | 近鉄       | 81    | 195   | 173   | 16    | 52    | 11       | 0        | 2        | 69    | 24    | 2     | 2        | 0     | 4     | 18    | 1     | 0     | 27    | 3        | .301  | .359     | .399     | .758  |
| 1998       | 近鉄       | 72    | 160   | 144   | 17    | 36    | 9        | 0        | 1        | 48    | 12    | 2     | 0        | 0     | 2     | 13    | 1     | 1     | 19    | 2        | .250  | .313     | .333     | .646  |
| 1999       | 近鉄       | 17    | 21    | 21    | 2     | 5     | 0        | 0        | 0        | 5     | 1     | 1     | 0        | 0     | 0     | 0     | 0     | 0     | 6     | 2        | .238  | .238     | .238     | .476  |
| 通算：15年 | 通算：15年 | 816   | 1983  | 1772  | 192   | 458   | 100      | 11       | 38       | 694   | 217   | 18    | 15       | 15    | 16    | 173   | 13    | 7     | 304   | 52       | .258  | .324     | .392     | .716  |

### 記録
- 初出場：1984年5月11日、対近鉄バファローズ）戦（西武球場）、 8回裏に山崎裕之の代打で出場、橘健治から三振
- 初安打：1984年5月19日、対ロッテオリオンズ戦（西武球場）、石川賢から単打
- 初打点：1985年4月14日、対ロッテオリオンズ戦（川崎球場）、8回表に村田兆治から犠飛
- 初本塁打：1987年6月13日、対南海ホークス戦（西武球場）、1回裏に山内和宏から満塁本塁打

### 背番号
- 36 （1981年 - 1985年）
- 6 （1986年）
- 25 （1987年 - 1996年）
- 38 （1997年 - 1999年）
- 55 （2000年）
- 76 （2010年 - 2011年）
- 72 （2012年 - 2013年）
- 71 （2014年）
- 73 （2015年）